# Synaphea cervifolia
Synaphea cervifolia är en tvåhjärtbladig växtart som beskrevs av Alexander Segger George. Synaphea cervifolia ingår i släktet Synaphea och familjen Proteaceae. Inga underarter finns listade i Catalogue of Life.